# Emil Gustrin

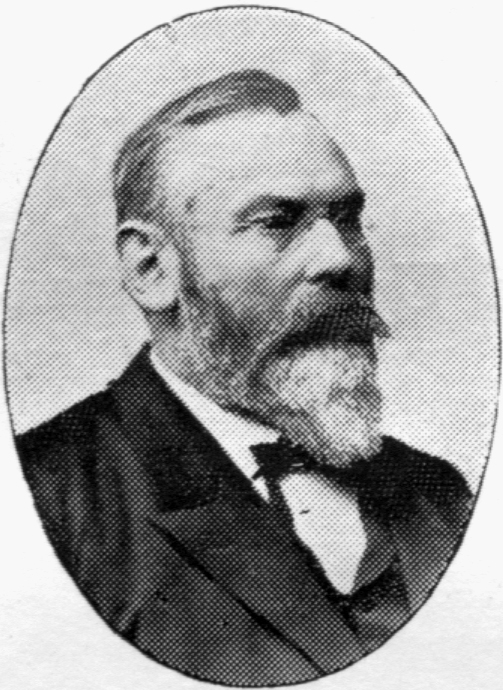
Emil Finneve Gustrin.

Emil Finneve Gustrin, född den 1 oktober 1839 i Grevbäcks socken, Skaraborgs län, död den 7 september 1918 i Södertälje, var en svensk pedagog och ämbetsman. 
Gustrin blev student vid Uppsala universitet 1860 men överflyttade 1863 sin akademiska bana till Lund där han 1868 promoverades till filosofie doktor med första hedersrummet ("primus"). Han utnämndes samma år till docent i praktisk filosofi vid Lunds universitet. Han ledde den så kallade provårskursen vid Lunds katedralskola 1871–1880 och förestod därjämte 1874–1878 Lunds privata elementarskola. 1878 blev Gustrin lektor i modersmålet och filosofisk propedeutik vid Örebro högre allmänna läroverk och 1880 tillförordnad rektor vid Karlstads dito. 
År 1882 utnämndes Gustrin till kansliråd och byråchef för högre undervisningsärenden i Ecklesiastikdepartementet, en befattning han lämnade  1905. Gustrin ingick också i ett antal utbildningsrelaterade kommittéer, bland annat provårskommittén 1873 och läroverkskommittéerna 1882–1884, 1890 och 1893; för de två sistnämnda var han ordförande. 1906–1907 deltog han som sakkunnig i utarbetandet av förslag till ombildning av lärarnas vid elementarläroverken änke- och pupillkassa. Gustrin förfäktade med kraft lämpligheten av att förkorta sommarloven. 
Som författare utgav Gustrin, utöver sin doktorsavhandling Om menniskans odödlighet (1868), bland annat Geometrisk elementarkurs (2 band, 1874–1879), Om tankelagarne (1878), Några ord om skolferierna (1880) och Om pedagogiken och dess betydelse för praktisk uppfostran och undervisning (i samlingsverket Skolan och hemmet, 1881). 
Nordisk familjebok skriver om Gustrins yrkesgärning följande:
Under G:s på samma gång kraftiga och humana ledning blef undervisningen vid de allmänna läroverken väsentligen förbättrad; särskildt ifrade G. för en förbättrad undervisning i de främmande, lefvande språken. Vid G.s afgång från kanslirådsämbetet måste en stor mängd af de ärenden, som handlagts af honom, öfverflyttas till den nyinrättade öfverstyrelsen för rikets allmänna läroverk.
Under sin lundatid var Gustrin starkt engagerad i Västgöta nation, där han var kurator 1871–1875 samt 1876–1877, samt i Sällskapet CC, i vilket han var stormästare 1870–1871 och justitiemästare 1875. Han var vidare en av de som utarbetade stadgarna vid grundandet av Lunds studentkår 1867 och blev två år senare denna kårs tredje ordförande. Gustrin är begravd på Norra begravningsplatsen utanför Stockholm.